# Lipczyno Wielkie
Lipczyno Wielkie (także: Lipczynek, kaszb. Wiôldżé Lipczińsczé) – śródleśne jezioro wytopiskowe o ogólnej powierzchni 154,66 ha (lub 140,54 ha), położone na Równinie Charzykowskiej, na obszarze gminy Przechlewo, powiatu człuchowskiego, województwo pomorskie. 

## Charakterystyka
Od północy jezioro jest zasilane przez Lipczynkę, której górny odcinek nosi lokalnie używaną nazwę Olszewka. Lipczynka opuszcza akwen od południa. Jezioro jest ponadto zasilane przez kilka mniejszych cieków. Od północy sąsiaduje z jeziorem Lipczyno Małe (odległość między akwenami wynosi 45 metrów) - oba łączy niewielki ciek. 
W okresie PRL na południowym brzegu, niedaleko wypływu Lipczynki zbudowano nowoczesny, jak na ówczesne realia, ośrodek wczasowy. Wokół znajdują się liczne drewniane domki wypoczynkowe. 

## Przyroda
W wodach akwenu występują podwodne łąki ramienicowe. Dno jest twarde i piaszczyste, a woda czysta o barwie jasnoniebieskiej. W zbiorniku można wyróżnić dwa wyraźne głęboczki, jeden w środkowej części, a drugi w pobliżu południowego brzegu. Jego otoczenie stanowią bory iglaste. Ryby występujące w jeziorze to: szczupak, lin, węgorz, karaś pospolity, sielawa (tymi gatunkami jest ono systematycznie zarybiane), a także okoń, wzdręga, leszcz, płoć, sieja, jazgarz, kiełb i różanka. Akwen jest dla wędkarzy łowiskiem o charakterze przede wszystkim szczupakowym. Roślinność wynurzona to głównie trzcina pospolita i pałka, a roślinność zanurzoną reprezentują moczarka kanadyjska i wywłócznik.  
W pobliżu jeziora znajdują się rezerwaty Bagnisko Niedźwiady i Jezioro Krasne. 